# Accel World Vs. Sword Art Online: Millennium Twilight
Accel World Vs. Sword Art Online: Millennium Twilight (アクセル・ワールド VS ソードアート・オンライン
千年の黄昏?) è un videogioco di ruolo del 2017, crossover tra le serie Accel World e Sword Art Online, ideate entrambe da Reki Kawahara. È disponibile per PlayStation 4, PlayStation Vita e Microsoft Windows.
Il gioco si presenta come un sequel diretto, alternativo a Hollow Realization, di Sword Art Online: Lost Song, del quale prosegue la trama, condividendone il gameplay e l'ambientazione: ALfheim Online. Può anche essere considerato, cronologicamente, un capitolo intermedio tra Lost Song e Hollow Realization, pur con delle incongruenze temporali.

## Trama
Asuna, Kirito e Yui (personaggi di Sword Art Online) sono alla ricerca di un posto per un picnic, quando all'improvviso vengono attaccati dai dei mostri, normalmente non presenti in quella zona. Successivamente, un allarme avvisa tutti i giocatori di disconnettersi immediatamente o essere puniti. Yui avverte Asuna e Kirito di andarsene prima di scappare a sua volta, ma questi decidono invece di seguirla in un santuario. Giunti lì, Kirito viene attaccato da Black Lotus (personaggio di Accel World), che è stata assunta da una strega di nome Persona Vabel come diversivo al fine di sigillare Yui e dare inizio a un'apocalisse. Rendendosi conto di essere stata ingannata dalla strega, Black Lotus decide di aiutare Kirito e Asuna. Non riuscendo a tuttavia a sconfiggere la strega, il trio decide di ritirarsi.
I tre suppongono però che anche alcuni dei loro amici devono avere, come loro, ignorato l'avviso di disconnessione. L'obiettivo è quindi di reclutarli, mentre si cerca di capire perché i loro mondi si sono scontrati l'un l'altro e quali siano i piani di Persona Vabel.

## Modalità di gioco
Accel World vs Sword Art Online: Millennium Twilight è un gioco a squadre (con dialoghi doppiati in giapponese e sottotitoli in inglese), in cui uno qualsiasi dei tre membri (ciascuno con i propri attacchi e abilità) può essere sostituito in qualsiasi momento.  Per progredire nella modalità storia del gioco, ci sono numerose missioni principali da completare. Vi sono anche missioni secondarie che, benché non necessarie al completamento della trama, rendono il gioco molto più semplice grazie alle ricompense e all'esperienza in esse guadagnate. Ispirato da Sword Art Online: Lost Song, il combattimento consiste in corpo a corpo (per i personaggi di Accel World), abilità di apprendimento e volo occasionale per il combattimento aereo (per i personaggi di Sword Art Online). Tutte le battaglie si svolgono in un ambiente aperto nel momento in cui viene stabilito un contatto con i nemici.

## Accoglienza
| Testata                          | Versione | Giudizio |
| -------------------------------- | -------- | -------- |
| Metacritic (media al 03-06-2019) | PS4      | 64/100   |

Alla sua uscita, il gioco è stato accolto con "recensioni contrastanti o nella media" con un punteggio complessivo di 64/100 per PlayStation 4 su Metacritic.